# Ирена Спасић
Ирена Стојановић (Београд, 26. јун 1976), девојачко презиме Спасић, под којим је и позната, српска је водитељка. Велику популарност стекла је водећи емисију 48 сати свадба у којој се и венчала.

## Биографија
Ирена је рођена у Београду 26. јуна 1976. године. Дипломирала је светску књижевност на Филолошком факултету у Београду.
Своју каријеру започела је као радио-водитељ, на младеновачкој радио-станици, где је водила емисију за младе. Затим је на радију Студија Б водила јутарњи програм. Потом је почела да ради на телевизији Студио Б, Трећем каналу и на РТС-у где је водила емисије Срећни телефони, Плави акропољ и друге.
Запослила се у продукцијској кући Емоушн, где је водила емисију 48 сати свадба. Шеста сезона емисије завршена је венчањем Ирене и Драгана Стојановића. Емисија њиховог венчања је емитована 28. и 29. јуна 2010. у 21 на РТС 1. После тога родила је ћерку Неру и годину дана није радила, а у седмој сезони је заменила Анђелка Прпић, емисија је почела да се емитује на телевизији Пинк. Водитељској каријери се враћа 2012. године и наизменично са Микијем Ђуричићем води осму и последњу сезону емисије 48 сати свадба, а затим почиње да води емисију Моја велика свадба такође са Микијем Ђуричићем.